# Теорема сравнения Берже — Каждана
Теорема сравнения Берже — Каждана — результат в римановой геометрии.
Теорема дает точную нижнюю оценку на объём риманова многообразия, в терминах радиуса инъективности, при этом в случае равенства многообразие изометрично стандартной сфере.
Теорема названа в честь Марселя Берже и Джерри Каждана.

## Формулировка
Пусть (M,g) — компактное m-мерное риманово многообразие с радиусом инъективности хотя бы {\displaystyle \pi }.
Тогда объём (M,g) не меньше объёма единичной m-мерной сферы {\displaystyle \mathbb {S} ^{m}}.
Более того, в случае равенства, (M,g) изометрично {\displaystyle \mathbb {S} ^{m}}.